# Peppino Caldarola
Giuseppe Caldarola, noto come Peppino Caldarola (Bari, 9 aprile 1946 – Roma, 21 settembre 2020), è stato un giornalista e politico italiano.

## Biografia
È stato redattore della casa editrice Laterza dal 1968 al '72, al fianco del direttore editoriale Enrico Mistretta; inizia negli stessi anni la militanza nel Partito Socialista Italiano di Unità Proletaria, entrando nella segreteria nazionale del movimento giovanile del PSIUP, per diventare, poi, segretario cittadino del Partito Comunista Italiano di Bari fino al 1977.
È stato per anni vice-direttore di Rinascita, fondatore e primo direttore di Italiaradio. Dopo lo scioglimento del PCI aderisce al Partito Democratico della Sinistra e, successivamente, ai Democratici di Sinistra. Dal 1996 al 1998 e dal 1999 al 2000 è direttore del quotidiano l'Unità.
Nel 2001 viene eletto alla Camera dei deputati nella quota proporzionale per la circoscrizione Puglia, con la lista dei Democratici di Sinistra. Viene riconfermato deputato nel 2006, eletto con la lista dell'Ulivo. Dal 2002 al 2006 è membro del Comitato parlamentare di controllo sui Servizi segreti. Dal 6 giugno 2006 è membro della II commissione (Affari esteri e comunitari). Dal 2006 al 2008 presidente dell'Associazione parlamentare di amicizia con Israele.
Caldarola lascia i DS nel marzo del 2007, alla vigilia del congresso di scioglimento del partito, ponendosi in posizione critica nei confronti della fase costituente del Partito Democratico, sul versante della laicità e della mancata collocazione nel Partito Socialista europeo. Quando Walter Veltroni diventa segretario del PD aderisce al partito sostenendo la linea del Lingotto ma lo riabbandona dopo l'annuncio dell'alleanza elettorale con Di Pietro. Collabora dal 2002 al 2012 con il quotidiano Il Riformista ed è direttore responsabile della rivista ItalianiEuropei. Qualche anno prima nasce il suo terzo figlio Andrea.
Alle elezioni politiche del 2018 annuncia il suo voto per Liberi e Uguali. Collabora (dal 2014 al 2020) con il giornale online Lettera43 (dove tiene la rubrica "Mambo"), con la rivista Formiche (dal 2015) e con il sito Strisciarossa.it (dal 2017 al 2018).
Il 22 novembre 2018 annuncia con un articolo su Lettera43 le sue dimissioni dalla carica di direttore di ItalianiEuropei e l'abbandono totale del giornalismo politico e della politica in generale, esprimendo un forte pessimismo verso il futuro del Paese.
Tuttavia, il 28 gennaio 2019 riprende a scrivere su Lettera43, dove riprende a pubblicare la rubrica "Mambo", fino alla chiusura di Lettera43. Riprende contestualmente la sua collaborazione con Formiche e con ItalianiEuropei, ma non con Strisciarossa.it
Nel giugno 2019 diventa direttore della rivista Civiltà delle macchine.
È morto il 21 settembre 2020 all'età di 74 anni dopo una breve malattia.

## Opere
- con Luciano Violante, I Corleonesi. Mafia e sistema eversivo, Roma, l'Unità, 1993
- Autobiografia di Cosa Nostra, Roma, Theoria, 1994
- con Marcello Pera e Maria Giovanna Maglie, Perché Israele. Appuntamento a Gerusalemme, Roma, Belforte Salomone, 2003
- Il lungo sogno. Storia e politica della sinistra a Bari, Roma, Editori Laterza, 2003
- Radicali e riformisti. Dalla Bolognina ai girotondi, alla lista unitaria, al partito di Prodi, Roma, Edizioni Dedalo, 2004
- con Franco Giordano, Nostalgia canaglia. Perché la politica torni passione. Gli errori che non dobbiamo ripetere, Roma, Dino Audino Editore, 2012
- con Massimo d'Alema, Controcorrente: Intervista sulla sinistra ai tempi dell'antipolitica, Roma, Editori Laterza, 2013
- con Rosa Fioravante, La sinistra necessaria. Un dialogo fra generazioni, Roma, Castelvecchi, 2017
- con Enrico Rossi, Rivoluzione socialista: Idee e proposte per cambiare l'Italia, Roma, Castelvecchi, 2017